# Johann Gottfried von Hahn

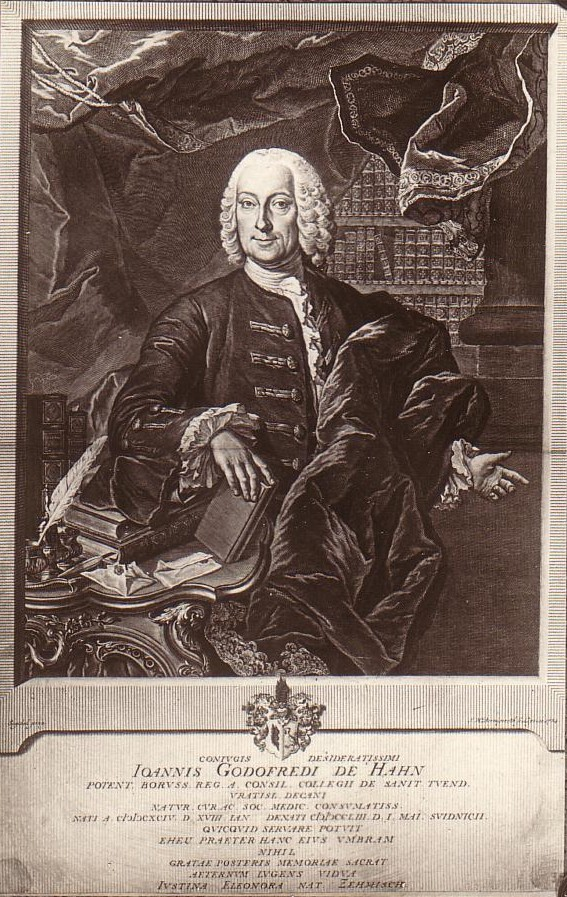
Johann Gottfried von Hahn, Medizinalrat in Breslau

Johann Gottfried Hahn, ab 1748 von Hahn (* 18. Januar 1694 in Schweidnitz; † 1. Mai 1753 ebenda), Doktor der Philosophie und Medizin, war Arzt in Breslau, königlich preußischer Hofrat und Gutsbesitzer auf Leonhardwitz im Landkreis Neumarkt (Niederschlesien). 

## Leben
Hahn war der Sohn des Arztes Siegmund Hahn in Schweidnitz aus dessen erster Ehe mit Katharina Sophia Grass. Am 1. Mai 1731 wurde von Hahn mit dem akademischen Beinamen Dexius I.zum Mitglied (Matrikel-Nr. 424) der Leopoldina gewählt. Nach einiger Zeit erfolgreichen Praktizierens in Breslau erhielt Hahn den Titel eines Geheimen Medizinalrats und wurde 1745 durch Friedrich den Großen zum Dekan des Ärzte- und Sanitätskollegiums zu Breslau ernannt. In Anerkennung seiner Verdienste wurde er am 13. September 1748 vom König in den Adelsstand erhoben. Er war der ältere Halbbruder des noch bekannteren Arztes Johann Siegmund Hahn.

## Familie
Hahn heiratete mit 26 Jahren am 10. September 1720 in Breslau Justina Eleonora Zehmisch, die Tochter des Gottfried Zehmisch, aus der Ehe sind folgende Kinder bekannt:
- Johann Friedrich (*  17. November 1725; † 10. Mai 1786)

- Justina Dorothea (* 6. Februar 1739; † 20. Februar 1747)

## Galerie

Das Wappen des Johann Gottfried von Hahn
Titel der Leichenpredigt zum Tod seiner Tochter Justina Dorothea (1747)